# Denyssiwka (Lubny)
Denyssiwka (ukrainisch Денисівка; russisch Денисовка Denissowka) ist ein Dorf im Westen der ukrainischen Oblast Poltawa mit etwa 880 Einwohnern (2001).

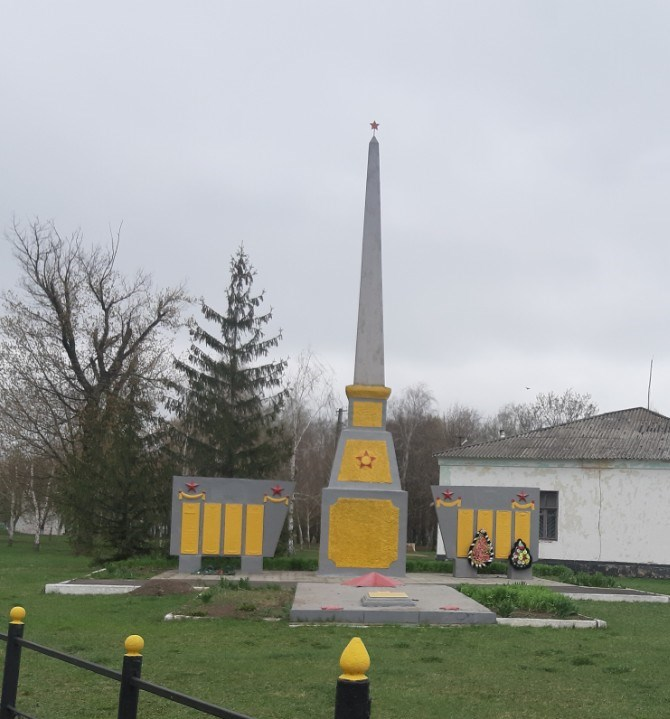
Denkmal im Ort

Das im 17. Jahrhundert gegründete Dorf liegt am rechten Ufer der Orschyzja (Оржиця), einem 29 km langen, rechten Nebenfluss der Sula, 16 km nordwestlich vom ehemaligen Rajonzentrum Orschyzja und 160 km westlich vom Oblastzentrum Poltawa.
Am 12. Juni 2020 wurde das Dorf ein Teil der neugegründeten Siedlungsgemeinde Orschyzja, bis dahin bildete es zusammen mit den Dörfern Teremezke (Теремецьке) und Tschmychalowe (Чмихалове) die gleichnamige Landratsgemeinde Denyssiwka (Денисівська сільська рада/Denyssiwska silska rada) im Zentrum des Rajons Orschyzja.
Am 17. Juli 2020 kam es im Zuge einer großen Rajonsreform zum Anschluss des Rajonsgebietes an den Rajon Lubny.

## Söhne und Töchter der Ortschaft
- Wolodymyr Lessewytsch (1837–1905), Philosoph und Ethnologe
- Marko Koschuschnyj (Марко Прокопович Кожушний; 1904–1938), Dichter und Journalist